# بني حسن الشروق
قرية بني حسن الشروق  هي إحدى القرى التابعة لمركز أبو قرقاص بمحافظة المنيا في جمهورية مصر العربية. حسب إحصاءات سنة 2006، بلغ إجمالي السكان في بني حسن الشروق 18218 نسمة، منهم 9244 رجل و8974 امرأة.

## التسمية
بني حسن الشروق هي قرية قديمة أقيمت على أطلال مدينة قديمة ذكرها جوتيه في قاموسه فقال: «إن إسمها المصري «Pakht» ومعناه مدينة الإله بخت، وإسمها الروماني «Speos Artemidos»»، وقال دارسي: «إنها هى بذاتها «Aroud»»، وأما في المصادر العربية فكانت تسمى «إهنة»، ووردت في معجم البلدان عند الكلام على طهنة، فذكر معها قرية إهية وقال: «هما قريتان متقاربتان بشرق النيل قرب أنصنا بالصعيد»؛ ويسمى العامة أطلال هذه المدينة اصطبل عنتر. وعرفت القرية الحالية ببني حسن نسبة إلى عرب بني حسن المستوطنين بها، وبالشروق لوقوعها شرقي النيل، تمييزًا لها من قرية بني حسن الأشراف التي بمركز المنيا، ووردت في تاريخ سنة 1230هـ باسمها الحالي.

## طالع أيضًا
- محافظة المنيا
- قائمة قرى محافظة المنيا